# Вале Омброза (Маса-Карара)
Вале Омброза је насеље у Италији у округу Маса-Карара, региону Тоскана.
Према процени из 2011. у насељу је живело 51 становника. Насеље се налази на надморској висини од 304 м.